# Lupo Alberto

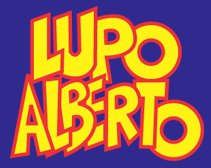
Lupo Alberto el logo

Lupo Alberto es un historieta italiana de Guido Silvestri (Silver). 

## Trayectoria editorial
Tres empresas españolas publicaron Lupo Alberto: Ediciones B/Grupo Z (1988, Lobo Alberto), Quotidiano El País (1991), y Norma Editorial (diciembre de 1999). Una empresa de Argentina, Editorial Atlántida, publicó Lupo Alberto en 1994.

## Argumento y personajes
En la historieta, Alberto, un lobo, ama a Marta, una gallina. Mosè, un perro pastor, quiere impedir que se realicen los deseos de Alberto. 

## Repercusión
Porque a muchos adolescentes italianos les gusta Lupo Alberto, la campaña contra el sida del Ministerio de la Salud de Italia recurre a Lupo Alberto.

## Serie animada
Entre 1997 y 2002 se realizó una serie animada de este personaje. La serie tuvo dos temporadas: la primera entre 1997 y 1998, el segunda en 2002. La serie está sin editar en España.